# Honnelles
Honnelleslà một đô thị ở tỉnh Hainaut. Tại thời điểm ngày 1 tháng 1 năm 2006 Honnelles có dân số 4.998 người. Tổng diện tích là 43,65 km² với mật độ dân số là 114 người trên mỗi km².
Honnelles tọa lạc 18 km về phía tây nam của Mons, 16 km về phía đông của thành phố Pháp  Valenciennes, 50 km về phía tây của Charleroi và 72 km về phía tây nam của Brussels.